# Parco nazionale di Parsa
Il parco nazionale di Parsa è un parco nazionale del Nepal. 
Si estende per un'area di 627,39 km² tra i distretti di Parsa, Makwanpur e Bara in un'area pianeggiante nella parte meridionale del paese. 
Confina ad ovest con il Parco nazionale di Chitwan ed è circondato da un'area contigua, anch'essa protetta, di 285,3 km².
Istituito nel 1984 come riserva è stato dichiarato parco nazionale nel 2017. 
In altitudine varia da 435 m a 950 m sulle Shivalik. Nel 2015, l'area protetta è stata ampliata di 128 km².
Nel nord dell'area protetta il fiume Rapti e le colline Shivalik formano un confine naturale per gli insediamenti umani. A est si estende fino all'autostrada Hetauda - Birgunj. Nel sud, una strada forestale delimita il confine. Adiacente all'ovest si trova il Parco nazionale reale di Chitwan. Insieme alla riserva indiana di tigri, Parco nazionale di Valmiki, la coerente area protetta di 2.075 km² rappresenta la Tiger Conservation Unit (TCU) Chitwan-Parsa-Valmiki, che copre un blocco di prati alluvionali di 3.549 km² e foreste decidue umide subtropicali.
Prima di essere convertito in un'area protetta, la regione era un terreno di caccia della classe dominante nepalese.

## Flora
La vegetazione tipica del parco è costituita da tipi di foresta tropicale e subtropicale con una foresta di sal che costituisce circa il 90% della vegetazione. Il pino dell'Himalaya cresce nelle colline di Churia.
Khair, alberi di cotone e di palissandro Shisham rovano lungo i corsi d'acqua. L'erba Sabai cresce bene sulla parete sud delle colline di Churia. Sono state registrate 919 specie di flora tra cui 298 piante vascolari, 234 dicotiledoni, 58 monocotiledoni, cinque pteridofite e un gimnosperme.

## Fauna
Nel maggio 2008, un censimento condotto nella riserva ha confermato la presenza di 37 gauri. Un'inchiesta combinata con una vasta cattura fotografica condotta nel 2008 ha stimato la presenza di quattro tigri del Bengala adulte residenti nella riserva.
Un'indagine di trappola fotografica condotta a febbraio 2017 per tre mesi ha rivelato la presenza di 19 tigri del Bengala. Ciò indica l'aumento della popolazione di tigri di tre volte in tre anni.